# Megalopsalis pilliga
Espèce
Megalopsalis pilliga est une espèce d'opilions eupnois de la famille des Neopilionidae.

## Distribution
Cette espèce est endémique de Nouvelle-Galles du Sud en Australie. Elle se rencontre dans la forêt d'État de Pilliga East.

## Description
Les mâles mesurent de 3,24 à 3,76 mm.

## Systématique et taxinomie
Cette espèce a été décrite par Taylor en 2011.

## Étymologie
Son nom d'espèce lui a été donné en référence au lieu de sa découverte, la forêt d'État de Pilliga East.

## Publication originale
- Taylor, 2011 : « Revision of the genus Megalopsalis (Arachnida: Opiliones: Phalangioidea) in Australia and New Zealand and implications for phalangioid classification. » Zootaxa, no 2773, p. 1–65.